# اسوالد کارور
اسوالد کارور (انگلیسی: Oswald Carver; ۲ فوریهٔ ۱۸۸۷ – ۷ ژوئن ۱۹۱۵) مهندس، و قایقران روئینگ اهل پادشاهی متحد بریتانیای کبیر و ایرلند بود.